# 楊匡
楊匡（1967年4月7日—），香港人，网上电台青台节目监制，社会活动家、保钓运动人士，自由網絡研究中心創辦人。

## 生平
楊匡在广州长大，后来担任影音器材代理。1989年六四事件时，楊匡因保护录影带出境并协助民运人士出国，被控犯有反革命宣传煽动罪，于同年7月被捕，被关押15个月。
来到香港后，杨匡担任网上电台「青台」节目监制。他积极参加香港的社会运动。
2010年元旦，杨匡参加游行，冲过铁马试图在中联办外縛上黄丝带；后来遭警方搜屋，他拒绝协助警方调查。
2010年1月15日，楊匡參與在立法會大樓外的反高鐵示威，扯脫男警員肩章。经審訊後，于2011年6月14日被法庭裁定刑毁罪成立，判處社會服務令80小時。
2010年6月9日，楊匡等人在香港西环中联办门外示威，聲援揭露內地豆腐渣工程的維權人士譚作人，楊匡因不满女警阻碍另一位女示威者雷玉莲，遂扯破了女警右肩的制服，令女警的右前臂产生瘀伤及擦伤。2010年10月21日，楊匡被法庭裁定袭警罪成立，判囚14日。此事引发百人绝食声援。
2011年，因赴广州声援中国内地的茉莉花革命集会，楊匡遭当地公安机关软禁并没收回乡证。这导致他一度无法返回香港出庭应讯。 
2012年8月15日，作为“启丰二号”的船长，楊匡参与2012年8·15保钓活动，登上钓鱼岛，随后被日本警方拘押，并强制遣返。
2012年11月，與互聯網專家鍾銘麟（中出羊子）成立自由網絡研究中心，積極針對中华人民共和国网络审查進行網絡自由研究和開發。
2013年3月7日，與河南維權人士劉沙沙及一名通州網友，到北京探望在囚維權人士、諾貝爾和平獎得主劉曉波妻子劉霞，被公安人員帶走，翌日凌晨獲釋後再次帶同香港記者前往劉霞住所探訪不果後離開，在晚上再被公安帶走，但當地派出所否認有拘捕香港人。“被失踪”两日后的杨匡，被北京当局以他干犯寻衅滋事罪驱逐出境抵达香港。杨匡的回乡证丢失。杨匡为保护同行者，没有透露事件中的其他遭遇。同年8月與劉沙沙在香港註冊結婚。
2013年12月30日，楊匡因偷渡到大陆看望妻子刘沙沙后，准备由罗湖过关回香港时，遭到深圳国保和出入境管理处控制，随后被以涉嫌“偷越国境罪”刑事拘留，羁押在深圳市第一看守所。
2014年5月9日被深圳南沙法院裁定罪成判監8月。
2015年，流亡加拿大溫哥華。楊匡成為1997年後，首位獲聯合國確認的香港政治難民。5月13日，楊匡在加拿大公佈確診患上鼻咽癌。

## 外部連結
- 楊匡之騰訊微博 （页面存档备份，存于）／Facebook個人頁面 （页面存档备份，存于）
- 劉沙沙之新浪微博／twitter （页面存档备份，存于）／天涯博客 （页面存档备份，存于）
- 2012年8月29日星島日報：楊匡：寧失千金莫失寸土
- 〔專訪保釣號船長楊匡〕：中指是我給政府的 （页面存档备份，存于）